# Meruana
Meruana es un género de saltamontes perteneciente a la subfamilia Hemiacridinae de la familia Acrididae, y está asignado a la tribu Leptacrini. Este género se encuentra en la zona este de África, y se distribuye desde Eritrea hasta Tanzania.

## Especies
Las siguientes especies pertenecen al género Meruana:
- Meruana sakuensis (Kevan, 1966)
- Meruana usambarica (Karsch, 1896)